# لموریان
لموریان (نام علمی: Lemuridae) نام یک تیره از بالاخانوادهٔ لمور است.

## طبقه بندی
تیره LEMURIDAE
- سرده لمور دم‌حلقه‌ای
  - لمور دم‌حلقه‌ای, Lemur catta
- سرده Eulemur, true lemurs
  - لمور قهوه‌ای معمولی, Eulemur fulvus
  - لمور قهوه‌ای سنفورد, Eulemur sanfordi
  - لمور سرسفید, Eulemur albifrons
  - لمور سرخ, Eulemur rufus
  - لمور جلوسرخ, Eulemur rufifrons
  - لمور قهوه‌ای طوق‌دار, Eulemur collaris
  - لمور سرخاکستری, Eulemur cinereiceps
  - لمور سیاه, Eulemur macaco
  - لمور سیاه چشم‌آبی, Eulemur flavifrons
  - لمور تاج‌دار, Eulemur coronatus
  - لمور شکم‌سرخ, Eulemur rubriventer
  - لمور خدنگی, Eulemur mongoz
- سرده  Varecia , ruffed lemurs
  - Black-and-white ruffed lemur, Varecia variegata
  - لمور طوق قرمزی, Varecia rubra
- سرده Hapalemur, bamboo lemurs
  - لمور بامبوی کوچک شرقی (a.k.a. gray gentle bamboo lemur), Hapalemur griseus
  - لمور بامبوی کوچک جنوبی, Hapalemur meridionalis
  - لمور بامبوی کوچک غربی, Hapalemur occidentalis
  - لمور بامبوی لک آلائوترا (a.k.a. bandro), Hapalemur alaotrensis
  - لمور بامبوی طلایی, Hapalemur aureus
- سرده لمور بامبوی بزرگ
  - لمور بامبوی بزرگ, Prolemur simus
- سرده †Pachylemur
  - †Pachylemur insignis
  - †Pachylemur jullyi